# Triangle Strategy
Triangle Strategy — тактическая ролевая игра, разработанная компаниями Square Enix и Artdink. Игра была выпущена Square Enix в Японии и Nintendo в других странах мира для Nintendo Switch в 2022 году; осенью того же года она была портирована и на Microsoft Windows. Игра была разработана под руководством Томоя Асано, ранее продюсировавшего игру Octopath Traveler, и использует схожий с ней визуальный стиль «2D-HD». Действие Triangle Strategy происходит в фэнтезийном мире, напоминающем средневековую Европу; герои оказываются участниками политических интриг и войн между тремя странами за власть и за ценные ресурсы — соль и железо. Геймплей включает в себя тактические сражения, требующие от игрока вдумчиво располагать персонажей на поле боя и пользоваться элементами окружения; вне этих сражений игрок должен периодически принимать влияющие на нелинейный сюжет решения в форме голосования персонажей. Игра получила преимущественно положительные отзывы обозревателей.

## Геймплей

Сражение в игре

Triangle Strategy — пошаговая тактическая ролевая игра в духе Fire Emblem или Final Fantasy Tactics. Под управлением игрока находится группа персонажей, которых он по очереди перемещает по размеченному на клетки игровому полю; цель каждого сражения — атаковать и победить всех управляемых компьютером противников.
Персонажи отличаются друг от друга характеристиками, и каждый имеет ограниченную дальность хода в клетках, а также ряд специальных атак и умений — чтобы использовать эти атаки и умения, игрок должен тратить особые «тактические очки» из ограниченного, но возобновляемого запаса, своего для каждого персонажа. В ходе сюжетной кампании игры персонажи получают новые уровни — с этими уровнями растут их характеристики, открываются новые атаки и навыки; игрок может по своему выбору улучшать классы героев, чтобы сделать их более эффективными в бою. Хотя в начале игры отряд игрока состоит всего лишь из нескольких персонажей, в ходе повествования в него можно набрать и дополнительных спутников. Чем чаще игрок использует в боях того или иного персонажа, тем больше вероятность запустить его личную историю — сцены, рассказывающие о предыстории именно этого героя и придающие контекст его поступкам. Если персонаж в отряде игрока в ходе сражения теряет все очки здоровья, он выбывает из битвы, но вновь становится доступным после её окончания — перманентной смерти в игре нет.
Продуманное расположение персонажей на поле боя позволяет совершать более мощные атаки: например, если два персонажа стоят с разных сторон от врага, окружив его, они будут атаковать его вдвоём на одном и том же ходу; атака, направленная на врага сзади или с клетки с большей высотой нанесет повышенный урон. В бою игроки зарабатывают «очки почёта» (англ. Kudos points), которые можно обменять на предметы для улучшения персонажа или «кветусы» (англ. Quietuses) — одноразовые специальные действия, доступные во время битвы: например, потратив «кветус», можно вернуть в строй павшего члена отряда или увеличить дальность хода всех бойцов в отряде. Во время боя игрок также может воспользоваться некоторыми элементами окружения: например, огненной атакой можно поджечь землю, так, что огонь будет мешать врагам пройти; в одном из сражений у игроков есть возможность разрушать дома в поселении, чтобы враги оказались в ловушке. Особенности местности также могут сыграть в пользу игроков; например, на болотах атаки молнией наносят урон по большей площади, атака ветром может сбросить врагов с обрыва. Между сражениями отряд может перемещаться по карте мира, взаимодействовать с неигровыми персонажами — это позволяет получать новую информацию и находить спрятанные предметы и деньги.
Повествование в игре нелинейно — в нем есть несколько ветвящихся путей и четыре возможные концовки. В разные моменты герои должны принимать важные решения — они делают это с помощью «Весов убеждений» (англ. Scales of Conviction), особого инструмента для голосований. Игрок может перед голосованием убедить различных персонажей в отряде проголосовать за тот или иной исход — результат голосования определит дальнейшее развитие повествования. Не все персонажи в отряде участвуют в голосовании, а лишь самые важные. Например, отряд может принимать решение, взорвать ли здание, чтобы добиться победы над врагами, даже несмотря на то, что при этом могут пострадать мирные жители; некоторые персонажи предлагают вместо этого проникнуть в здание скрытно через тайный ход. Игрок может собирать в игре крупицы информации — например, узнать от неигровых персонажей о том, что стража обнаружила и завалила тайный ход, так что воспользоваться им не получится; на голосовании с помощью Весов убеждений он может предъявить эту информацию и таким образом склонить героев-противников взрыва на свою сторону.
Некоторых персонажей можно завербовать в отряд только на определённых ветках развития сюжета, и определённые выборы могут привести к тому, что конкретные персонажи — даже главные герои — погибнут или навсегда покинут отряд. При этом вплоть до конца игры, несмотря на ветвление, общий сюжет остаётся одним и тем же — лишь окончательное решение в финале даёт одну из четырех различных концовок. Несмотря на это, роли персонажей в истории, убеждения персонажей, отдельные детали сюжета и состав отряда в каждом прохождении заметно отличаются в зависимости от сделанных игроком выборов. В игре есть режим новой игры плюс, дающий игроку возможность перепройти её с самого начала на повышенном уровне сложности, а также выбрать другие сюжетные ветки, направив повествование по другому пути.

## Сюжет
Действие Triangle Strategy происходит на вымышленном материке Норзелия. За тридцать лет до начала игры три страны три страны — Гленбрук, Эсфрост и Хизант — вели друг с другом «Войну Соли и Железа» за немногие источники этих ценных ресурсов. Герои игры — Сереноа Вольффорт, наследник гленбрукского дома Вольффортов, его друге детства Роланд — второй принц королевства Гленбрук, невеста Сереноа — Фредерика Эсфрост, принцесса Великого Герцогства Эсфрост, принадлежащая, однако, к этническому меньшинству — народу росселанов, и стюард дома Вольффортов Бенедикт Паскаль оказываются в центре нового конфликта.
Спустя тридцать лет после Войны Соли и Железа Гленбрук и Эсфрост договариваются о совместно использовании недавно обнаруженного Великого Норзелийского рудника — это должно улучшить отношения между двумя странами. При осмотре рудника от руки убийцы погибает эсфростский аристократ Драган; его родич Густадольф обвиняет гленбрукцев в убийстве и начинает военное вторжение в Гленбрук. Со смертью короля Регны и кронпринца Франи Роланд остается единственным наследником престола Гленбрука. Густадольф ставит Сереноа ультиматум: выдать ему Роланда или сражаться и умереть. Это первый из многих выборов, которые должен сделать Сереноа; позже он сталкивается и со вступлением в войну и третьей силы — Хизанта — и должен определиться: заручиться ли помощью Хизанта, чтобы противостоять Эсфросту, или примкнуть к Эсфросту, чтобы отразить вторжение из Хизанта.
В конце концов Сереноа и его отряд могут изгнать эсфростцев из Гленбрука, и он, Роланд, Фредерика и Бенедикт пытаются восстановить королевство. Роланд с трудом осваивается в роли короля и казнит собственных дворян, разворовывающих средства на восстановление страны. Отцу Сереноа Саймону удается оправиться от болезни, и он сообщает Сереноа, что тот и сам может претендовать на трон: Сереноа — незаконнорожденный сын короля Регны, которого семейство Вольффортов тайно усыновило, чтобы скрыть скандал. Фредерика узнает, что ее народ — роселланы — в Хизанте находятся в рабстве на соляных приисках. Хизант держит роселланов под контролем, поскольку этот народ хранит знания о месторождениях каменной соли вне Хизанта — это поставило бы под угрозу соляную монополию Хизанта. Герои также обнаруживают, что Великий Норзелийский рудник содержит не только железную руду, но и каменную соль — тот, кто им владеет, может не зависеть от Хизанта.
Именно в этот момент товарищи Сереноа предлагают разные планы действий. Роланд выступает за союз с Хизантом, чтобы разгромить Эсфрост и отомстить за отца и брата. Бенедикт рекомендует вступить в союз с Эсфростом, чтобы завоевать Хизант и навсегда сломить хизантскую соляную монополию. Фредерика умоляет его помочь освободить томящихся в рабстве роселланов и вернуть их на родину — страну Сентралию. В зависимости от сделанных игроком выборов повествование может прийти к одной из возможных концовок: если герои объединят Норзелию под флагами Хизанта, наступит мир и изобилие, но росселаны останутся рабами, и повсюду будет насаждаться государственная религия Хизанта; в случае победы Эсфроста и обнародования секрета каменной соли Норзелия вступит в эпоху быстрого обогащения, неравенства и народных восстаний; исполнение плана Фредерики приведет к исходу росселанов вон из Норзелии, вакууму власти и гражданским войнам. При определённых условиях, если игрок делал верные выборы на протяжении всей игры, можно добиться наилучшей концовки — правители и Эсфроста, и Хизанта побеждены, три страны образуют союз на равных условиях, росселаны освобождены из рабства, Сереноа и Фредерика наконец вступают в брак в присутствии своих друзей.

## Разработка
Игра была впервые анонсирована под рабочим названием Project Triangle Strategy во время презентации Nintendo Direct 17 февраля 2021 года. На презентации игра была представлена как совместная работа Square Enix и Artdink. Разработкой руководил продюсер Square Enix Томоя Асано — он ранее работал над играми Bravely Default и Octopath Traveler. Асано отмечал, что переход от обычных японских ролевых игр в духе Final Fantasy к тактической ролевой игре произошел из-за его желания создать игру с более зрелой и взрослой историей — по его мнению, для этой цели подходил именно жанр тактических ролевых игр. Как и Octopath Traveler, Triangle Strategy использует характерный стиль графики «HD-2D» — он имитирует двухмерную графику эпохи SNES, но совмещает её с высоким разрешением и трёхмерными эффектами. Игра была разработана на движке Unreal Engine 4. После анонса публике также предложена бесплатная демоверсия.
В сентябре 2021 года было объявлено окончательное название игры — Triangle Strategy. Компания Square Enix объявила, что провела опросы игроков, игравших в демоверсию, и внесла в игру изменения с учетом распространённых жалоб и предложений. В число этих изменений по сравнению с демоверсией вошли дополнительные режимы сложности, альтернативные режимы управления камерой и возможность просматривать прошлые диалоги персонажей. Кроме того, в игру были внесены изменения, призванные улучшить графику и сократить время загрузок. Изначально планировалось, что прохождение основной кампании игры потребует примерно 50 часов, хотя Томоя Асано позже заявлял, что на прохождение игры должно уйти «около 30 часов» Игра была выпущена на Nintendo Switch 4 марта 2022 года. 13 октября 2022 года была выпущена версия игры для Microsoft Windows.

## Отзывы и продажи
| Сводный рейтинг       | Сводный рейтинг              |
| Агрегатор             | Оценка                       |
| --------------------- | ---------------------------- |
| Metacritic            | 83/100 (Switch) 84/100 (Win) |
| Иноязычные издания    |                              |
| Издание               | Оценка                       |
| Game Informer         | 8,25/10                      |
| GameSpot              | 8/10                         |
| GamesRadar+           | [ 25 ]                       |
| Hardcore Gamer        | 4/5                          |
| IGN                   | 8/10                         |
| Nintendo Life         | [ 28 ]                       |
| Nintendo World Report | 9,5/10                       |
| Shacknews             | 8/10                         |
| Русскоязычные издания |                              |
| Издание               | Оценка                       |
| «НИМ»                 | 7,8/10                       |

По данным агрегатора обзоров Metacritic, Triangle Strategy получила «преимущественно положительные» отзывы обозревателей.
Обозреватель Nintendo Life Пи-Джей Рейли назвал игру «фантастической» и полностью соответствующей ожиданиям — цепляющей игрока, заставляющей переживать за персонажей, швыряющей героев в невозможные ситуации и дающие возможность принимать важнейшие решения — кто останется жить, кто умрёт, чем придётся пожертвовать ради победы. Рейли особо отметил тактические сражения — глубокие и приносящие удовлетворение; по его мнению, игра прекрасно подает игроку информацию наглядным и интуитивно понятным образом. Рецензент GamesRadar Хайран Крайер счёл самой сильной стороной игры именно битвы — затягивающие, требующие стратегического мышления и на «нормальном» уровне сложности не впадающие ни в одну крайность — ни слишком трудные, ни слишком утомительные. Сюжет, по мнению Крайера, слишком быстро набирает масштабы и становится слишком громоздким, главные герои слишком медленно растут и меняются — лучше бы сценаристы наполняли игру интересными персонажами, за которых хотелось бы переживать, чем политическими интригами. Майк Махарди в статье для Polygon выражал сожаление о том, что игра «не доверяет игроку» в сюжетном плане — разработчики, по его мнению, одержимы желанием контролировать повествование и вместо того, чтобы обходиться намёками и оставлять место для догадок, обрушивают на игрока массу неинтерактивных катсцен и диалогов, так что сюжет со временем становится «удушающим». Джордж Янг в рецензии для The Washington Post писал, что первоначально общий интерес к игре был вызван тактическим геймплеем в духе Final Fantasy Tactics, однако — по его собственному опыту — игра намного ярче проявила себя в другом аспекте: в проработке мира. Неудовольствие у Янга вызвало озвучивание диалогов: по его мнению, актерам не достает эмоций, и современные американские акценты плохо сочетаются с текстом диалогов, стилизованных под «средневековый» английский. Обозреватель «Навигатора игрового мира» Александр Крыков назвал игру «истинным сокровищем для поклонников тактик», отмечая, что любую проблему в Triangle Strategy можно решить разными способами. Он, однако, критически отзывался о текстах в игре, считая их слишком объемными и скатывающимися в графоманию, а также сетовал на незапоминающуюся музыку.
После выпуска Triangle Strategy дебютировала на вершине чартов продаж Famitsu в Японии — за первую неделю было продано 86 298 физических копий. В Великобритании игра в неделю после выпуска оказалась на 7 месте по продажам. По словам Томоя Асано, через две недели после выпуска Triangle Strategy общие продажи в Японии превысили 200 000 копий, а в целом по миру — 800 000 копий.
Triangle Strategy была номинирована на премию The Game Awards 2022 в номинации «лучшая ролевая игра».